# Ramon Sala
Ramon Sala, född den 8 augusti 1971 i Terrassa, Spanien, är en spansk landhockeyspelare.
Han tog OS-silver i herrarnas landhockeyturnering i samband med de olympiska landhockeytävlingarna 1996 i Atlanta.